# Задорожное (Винницкая область)
Задорожное (укр. Задорожнє) — село на Украине, находится в Погребищенском районе Винницкой области.
Код КОАТУУ — 0523486202. Население по переписи 2001 года составляет 88 человек. Почтовый индекс — 22222. Телефонный код — 4346. 
Занимает площадь 0,89 км².

## Адрес местного совета
22222, Винницкая область, Погребищенский р-н, с. Снежная, ул. Шаляпина, 49